# Thomas Sheraton

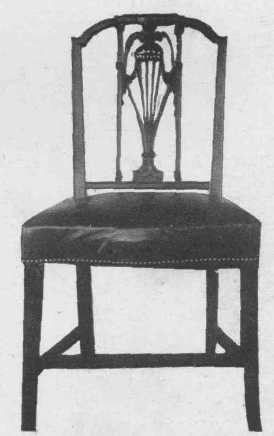

Thomas Sheraton, född 1751 i Stockton-on-Tees, England, död 22 oktober 1806, var en engelsk möbelarkitekt. Hans smäckra nyantika möbelstil var besläktad med den svenska gustavianska.

## Biografi
Sheraton började sin utbildning som lärling hos en lokal möbelsnickare och fortsatte att arbeta som gesäll hos denne tills han flyttade till London 1790. Där startade han en profession som rådgivare och lärare, med utbildning inom arkitektur, och möbeltillverkning. Det är inte känt hur han fick vare sig kunskap eller rykte som gjorde det möjligt för honom att göra detta, men han tycks ha varit måttligt framgångsrik.
Från och med 1791 publicerade han i fyra volymer The Cabinet Maker’s and Upholsterer’s Drawing Book. Minst sexhundra möbelsnickare och snickare köpte hans böcker och detta gav direkt ett allmänt inflytande över en stor del av landet. Under denna period hade han ingen egen verkstad och man tror att Sheraton själv aldrig gjort någon av delarna som visas i hans böcker. Så om en möbel beskrivs som "av Sheraton" hänför det sig i första hand till utformningen och inte till tillverkaren av verket.
År 1803 publicerade Sheraton The Cabinet Dictionary, en sammanställning av instruktioner om metoderna för tillverkning av skåp och stolar. Slutligen ett år före sin död år 1805 publicerade han den första volymen av The Cabinet Maker, Upholsterer and General Artist’s Encyclopaedia.
Sheratons namn förknippas med fashionabla stilar av möbler på 1790-talet och början av 1800-talet. Många av utformningarna är baserade på klassisk arkitektur - kunskap om denna var en väsentlig del av en designer tekniska utbildning. Inte alla av ritningarna är av hans egen design - han tillstår att vissa av dem kom från pågående arbeten i utövande möbelsnickares verkstäder - men han var en utmärkt marknadsförare som satte sitt namn på stilen under den aktuella eran.